# Cicle de Miller
El cicle Miller és una variació del cicle Otto en què s'utilitza un cilindre més gran de l'habitual, s'augmenta la relació de compressió mitjançant un compressor mecànic i es canvien els moments d'obertura i tancament de les vàlvules d'escapament. Una altra modificació és la utilització d'un intercooler en l'admissió. Es tracta d'un procés de combustió usat en motors de quatre temps de combustió interna. Va ser patentat per l'enginyer nord-americà Ralph Miller, en la dècada del 1950.
Aquest tipus de motor va ser usat per primera vegada en embarcacions i en plantes d'energia, però va ser adaptat per Mazda per al seu motor KJ-ZEM V6, usat en el sedan Millenia. Recentment, Subaru va combinar el cicle Miller en una disposició horitzontal de 4 cilindres per a un motor híbrid "Turbo Parallel Hybrid", per al seu automòbil B5-TPH.
Tradicionalment el motor de cicle Otto utilitza quatre temps (admissió, compressió, explosió i escapament), dels que hi ha dos amb alta potència: alt consum de potència a la compressió, i alta producció de potència en l'explosió. Gran part de la pèrdua interna de potència en un motor es deu a l'energia requerida per a efectuar la compressió de la mescla de combustible en el temps de compressió, de manera que sistemes que puguin reduir aquest consum d'energia poden atorgar una major eficiència.

## Diferències amb el cicle Otto
En el cicle Miller, la vàlvula d'admissió es manté més temps oberta que en un motor de cicle Otto. El temps de compressió està dividit en dues etapes. Quan la vàlvula d'admissió continua oberta mentre el pistó ja està pujant a causa d'un retard.
Un aspecte clau del cicle Miller és que el temps de compressió comença després que el pistó ha eliminat la seva càrrega i la vàlvula d'admissió es tanca. L'obertura dura aproximadament el 20% o 30% del transcurs inicial del temps de compressió. D'aquesta manera, la compressió real passa aproximadament en un 70% a 80% del temps total de compressió, després de l'obertura. El pistó aconsegueix els mateixos nivells de compressió d'un motor de cicle Otto però amb menys feina, ja que una part de la compressió total s'ha aconseguit mitjançant el compressor volumètric.

## Equilibri en l'eficiència
El cicle Miller augmenta la seva efectivitat en la mesura que el compressor volumètric pugui comprimir la barreja emprant menys energia que la requerida pel pistó per fer la mateixa feina.
De la compressió total de la barreja a la culata quan el pistó està a punt mort superior, el compressor volumètric és més eficient generant baixa compressió de la mescla en el col·lector d'admissió. (Alguna cosa semblant a la precompressió al càrter generada en un motor de dos temps) El pistó és usat per a generar els nivells més alts de compressió, on resulta més efectiu que el compressor volumètric.
Així, en el cicle Miller la compressió total resulta de la orecompressió efectuada pel compressor volumètric per a la massa d'aire que entra al cilindre, sumada a la segona compressió que efectua el pistó a l'interior del cilindre, aconseguint així que la força que el pistó ha d'exercir per assolir la compressió total de la barreja a la culata sigui menor que en un motor de cicle Otto que treballi a la mateixa pressió.
L'equilibri en l'eficiència depèn de la quantitat d'energia que consumeixi el compressor volumètric i de l'augment del rendiment termodinàmic aconseguit a l'interior del cilindre. En total l'arrossegament del compressor redueix la potència útil del motor entre un 10% i un 15%. Per optimitzar aquest cicle termodinàmic, la producció reeixida de motors ha requerit l'ús de col·lectors d'admissió variables, sistemes mixtos de precompressió, (turbo - compressor volumètric) distribucions adaptatives per a poder regular el retard i els tancaments d'admissió en funció de les necessitats de potència i rendiment en cada moment ( variable valve timing ). La qual cosa ha encarit considerablement la producció massiva de motors que utilitzin aquest cicle. Surt més rendible d'una banda el cicle Atkinson es tracta del mateix cicle termodinàmic però sense precompressió al col·lector d'admissió, on prima el rendiment a règims mitjans sobre la potència del motor. I d'altra banda els motors otto amb injecció directa de gasolina, ja sigui estratificada o homogènia, (Sistemes GDI de Mitsubishi motors, HPI de PSA Peugeot -Citröen, FSI i TSI de VAG Volkswagen-Audi).

## Eficiència total del cicle d'encesa

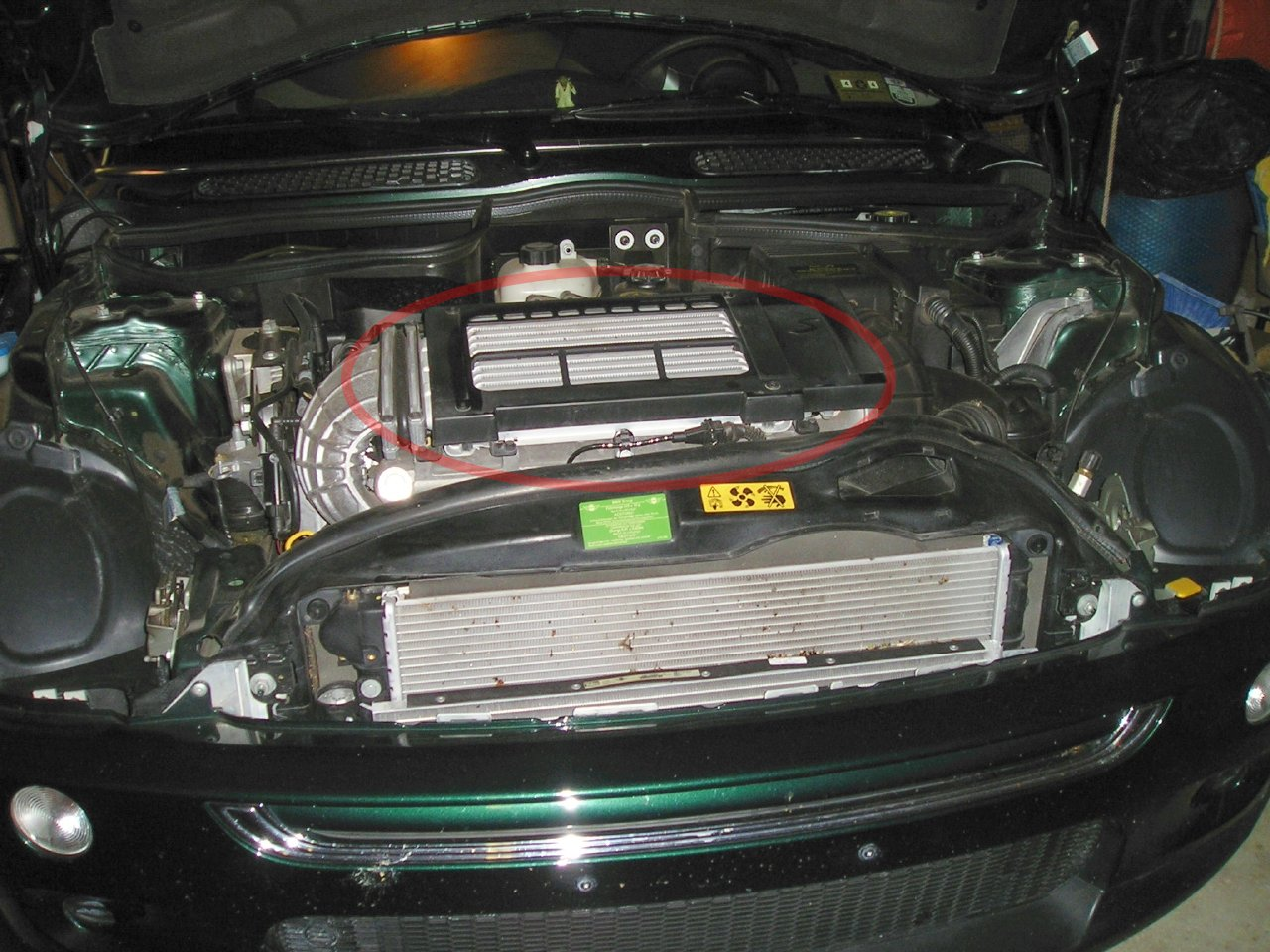
Intercooler en l'admissió.

Sobre un motor típic d'encesa per espurna, (Cicle Otto) el cicle Miller proporciona un benefici addicional. L'aire d'admissió primer és comprimit pel compressor volumètric, i després refredat per un intercooler. Aquesta temperatura d'entrada d'aire a l'interior del cilindre més baixa, juntament amb la major densitat de l'aire deguda a la precompressió en el col·lector d'admissió, fa que la temperatura que arriba a la barreja al final de la cursa de compressió sigui considerablement més baixa. Això dona marge al punt d'alimentació perquè salti l'espurna sense que arribi a detonar la barreja o autoencesa abans d'hora, incrementant l'eficiència total del cicle termodinàmic Miller.
L'eficiència és incrementada en elevar la compressió del motor. En un motor de gasolina comú, la relació de compressió varia entre 6.5:1 a 10:1 en automòbils, i es limita a aquestes xifres, ja que alts nivells produirien autoencesa de la barreja que es comprimeix per efecte de l'increment de la temperatura del gas quan és comprimit, cosa que en motors d'alta compressió s'evita utilitzant gasolina d'alt octanatge. El temps de compressió reduït del cicle Miller permet que sigui possible una compressió total més elevada, obtenint més rendiment sense arribar a l'ús de gasolines especials.
No obstant això, els beneficis de la utilització de compressors volumètrics té el seu cost. Entre un 15% i un 20% de l'energia generada per un motor sobrealimentat mecànicament és usualment requerida per fer treballar el mateix compressor volumètric.
En conseqüència, l'eficiència total del motor és d'un delicat equilibri, en el qual l'energia mecànica consumida pel compressor volumètric per funcionar no sigui més gran que l'augment de rendiment dins del motor.